# Viking, Minnesota
Viking är en ort i Marshall County i delstaten Minnesota, USA.